# استوردن (مینه‌سوتا)
استوردن، مینه‌سوتا (به انگلیسی: Storden, Minnesota) یک شهر در ایالات متحده آمریکا است که در شهرستان کاتنوود، مینه‌سوتا واقع شده‌است.

## خصوصیات
استوردن ۰٫۵۷ کیلومترمربع مساحت و ۲۱۹ نفر جمعیت دارد و ۴۳۰ متر بالاتر از سطح دریا واقع شده‌است.